# Борове (гмина)
Борове (пол. Borowie) — сельская гмина (волость) в Польше, входит как административная единица в Гарволинский повет, Мазовецкое воеводство. Население — 5151 человек (на 2004 год).

## Демография
| Перепись                       | Всего   | Всего | Женщины | Женщины | Мужчины | Мужчины |
| ------------------------------ | ------- | ----- | ------- | ------- | ------- | ------- |
| Единицы                        | человек | %     | человек | %       | человек | %       |
| Население                      | 5151    | 100   | 2567    | 49,8    | 2584    | 50,2    |
| Плотность населения (чел./км²) | 64,1    | 64,1  | 31,9    | 31,9    | 32,1    | 32,1    |

## Сельские округа
1. Борове
2. Бжусковоля
3. Хромин
4. Дудка
5. Филипувка
6. Глоскув
7. Госцевич
8. Гузд
9. Ивове
10. Язвины
11. Камёнка
12. Лялины
13. Лентув
14. Лопачанка
15. Нова-Бжуза
16. Стара-Бжуза
17. Слуп-Первши
18. Слуп-Други
19. Вильхта

## Соседние гмины
1. Гмина Гарволин
2. Гмина Гужно
3. Гмина Лятович
4. Гмина Мясткув-Косцельны
5. Гмина Парысув
6. Гмина Сточек-Луковски
7. Гмина Водыне